# SideOneDummy Records
SideOneDummy est un label indépendant américain de punk rock, basé à Los Angeles, en Californie, fondé en 1995.

## Histoire
Le label est fondé en 1995 par Bill Armstrong et Joe Sib. Il commence comme un moyen pour eux de sortir de la musique pour les groupes de leurs amis. Par la suite, SideOneDummy lance la carrière de groupes comme The Gaslight Anthem, Flogging Molly, Gogol Bordello, Title Fight et d'autres. Depuis 1998, SideOneDummy Records sort également la série de compilations Warped Tour, qui présente des groupes jouant lors de la tournée de l'année en cours. Leur chaîne YouTube, qui présente les artistes de leur liste actuelle, compte 90 000 abonnés et 129 558 922 vues (au 25 janvier 2022).
En 2014, le label sort une compilation gratuite de ses groupes. En 2015, SideOneDummy célèbre son 20e anniversaire en lançant le SideOneDummy Vinyl Club 2015, un mode d'expédition où les membres peuvent payer pour recevoir notamment toutes les sorties 2015, un t-shirt exclusif 20 Years of Rad Noises conçu par Terminal Radness et un code de réduction de 15 % toute l'année pour la boutique en ligne.
Au début de 2019, le label conclut un partenariat numérique avec le distributeur numérique AWAL,,.

## Groupes et artistes

### Actuels
- AJJ
- Astronautalis
- Cliffdiver
- Iron Chic (en)
- Meat Wave (en)
- Microwave (groupe) (en)
- Nahko and Medicine for the People (en)
- Paerish (en)
- Pkew Pkew Pkew
- Plasma Canvas
- PUP (groupe)
- Rozwell Kid
- Safe to Say
- Semantics[7]
- Chris Shiflett
- Joe Sib
- Timeshares (en)
- Violent Soho
- John-Allison Weiss (en)
- Worriers (en)[8]

### Anciens
- 7 Seconds
- Anti-Flag
- Audra Mae
- Avoid One Thing (en)
- Bedouin Soundclash
- Broadway Calls (en)
- The Black Pacific
- Big D and the Kids Table
- The Casualties
- Chris Farren
- Chuck Ragan
- The Dan Band (en)
- Fake Problems
- Flogging Molly
- Gogol Bordello
- The Gaslight Anthem
- Jeff Rosenstock
- Kill Your Idols
- The Mighty Mighty Bosstones
- Madcap
- Maxeen (en)
- MxPx
- Piebald
- The Reverend Peyton's Big Damn Band (en)
- Slick Shoes (en)
- The Sounds
- The Suicide Machines
- Title Fight
- VCR[9]
- ZOX